# Algorithme d'estimation de phase quantique
Pour les articles homonymes, voir quantique.

Représentation du circuit quantique de l'algorithme d'estimation de phase

En informatique quantique, l’algorithme d'estimation de phase quantique est un algorithme quantique (en) permettant d'estimer la valeur propre (ou sa phase, ce qui, dans ce cas précis, est équivalent) d'un opérateur unité associée à un vecteur propre donné.

## Le problème
Les valeurs propres d'un opérateur unitaire U, agissant sur m bits, sont de module 1. Si {\displaystyle \left|\psi \right\rangle } est un vecteur propre de U, nous avons donc {\displaystyle U\left|\psi \right\rangle =e^{i\theta }\left|\psi \right\rangle }.
Le but de cet algorithme est de trouver la valeur de la phase {\displaystyle \theta } correspondant à un vecteur propre donné, ceci avec une précision de n bits (la phase n'a pas nécessairement une valeur exacte).

## L'algorithme

### Cas où le vecteur propre est connu
L'algorithme utilise deux registres quantiques : un registre de n bits initialisé à {\displaystyle \left|0\right\rangle }, c'est lui qui contiendra la valeur de la phase en sortie de l'algorithme, et un registre de m bits initialisé avec le vecteur propre {\displaystyle \left|\psi \right\rangle }.
Concernant l'opérateur unitaire U, il est uniquement requis de pouvoir l'appliquer plusieurs fois de manière contrôlée, plus exactement nous devons être capables d'appliquer les portes contrôle-{\displaystyle U}, contrôle-{\displaystyle U^{2}}, contrôle-{\displaystyle U^{4}} et ainsi de suite jusqu'à contrôle-{\displaystyle U^{2^{n-1}}}.
La première étape consiste à appliquer une porte de Hadamard aux n qubits du premier registre, donnant ainsi l'état
{\displaystyle {\frac {1}{\sqrt {2^{n}}}}\sum _{x}\left|x\right\rangle \otimes \left|\psi \right\rangle }.
Ensuite, on applique au second registre les portes {\displaystyle U^{2^{j-1}}} contrôlées par le jème qubit du premier registre (j variant de 0 à n-1). On obtient alors l'état
{\displaystyle {\frac {1}{\sqrt {2^{n}}}}\sum _{x}e^{ix\theta }\left|x\right\rangle \otimes \left|\psi \right\rangle }.
La dernière étape consiste à appliquer une transformée de Fourier quantique inverse aux n qubits du premier registre, ce qui nous donne
{\displaystyle {\frac {1}{2^{n}}}\sum _{y}\sum _{x}e^{-2\pi ix\cdot y/2^{n}}e^{ix\theta }\left|y\right\rangle \otimes \left|\psi \right\rangle }.
En appelant {\displaystyle {\frac {a}{2^{n}}}={\frac {a_{1}}{2}}+{\frac {a_{2}}{4}}+\cdots +{\frac {a_{n}}{2^{n}}}\equiv 0.a_{1}.a_{2}\ldots a_{n}} la meilleure approximation, à n bits, de {\displaystyle \theta }, on obtient {\displaystyle \theta ={\frac {a}{2^{n}}}+\delta } avec {\displaystyle 0<\delta <{\frac {1}{2^{n+1}}}}. Et l'état précédent peut se réécrire
{\displaystyle {\frac {1}{2^{n}}}\sum _{y}e^{-2\pi i\delta \cdot y}\left|a\right\rangle \otimes \left|\psi \right\rangle ={\frac {1}{2^{n}}}{\frac {1-e^{2\pi i\delta 2^{n}}}{1-e^{2\pi i\delta }}}\left|a\right\rangle \otimes \left|\psi \right\rangle }.
Si {\displaystyle \delta =0} alors on obtient à coup sûr la phase, sinon on obtient son approximation a avec une probabilité {\displaystyle \left|{\frac {1}{2^{n}}}{\frac {1-e^{2\pi i\delta 2^{n}}}{1-e^{2\pi i\delta }}}\right|^{2}\geq {\frac {4}{\pi ^{2}}}}.

### Cas où les vecteurs propres ne sont pas connus
Il n'est pas nécessaire de connaitre un vecteur propre à l'avance pour réaliser cet algorithme.
En effet tout état {\displaystyle \left|\psi \right\rangle } peut être décomposé dans la base {\displaystyle {\left|\psi _{i}\right\rangle }} des vecteurs propres de U :
{\displaystyle \left|\psi \right\rangle =\sum _{i}c_{i}\left|\psi _{i}\right\rangle }
Auquel cas au lieu d'obtenir l'état {\displaystyle \left|a\right\rangle \otimes \left|\psi \right\rangle } à la fin de l'algorithme, nous obtenons l'état
{\displaystyle \sum _{i}\left|a_{i}\right\rangle \otimes \left|\psi _{i}\right\rangle }
où {\displaystyle a_{i}} représente ici l'approximation de la phase {\displaystyle \theta _{i}} de la valeur propre {\displaystyle e^{i\theta _{i}}} associée au vecteur propre {\displaystyle \left|\psi _{i}\right\rangle }
Après mesure, on obtient donc (toujours avec une certaine probabilité supérieure à {\displaystyle 4/\pi ^{2}}) une des valeurs propres, ainsi que le vecteur propre associé. Le choix de la valeur propre est aléatoire et suit la règle de Born.

## Complexité
Lorsque {\displaystyle n} qubits sont utilisés pour approximer {\displaystyle \theta }, le coût de la transformée de Fourier quantique est en {\displaystyle O\left(n^{2}\right)}. Cependant, pour {\displaystyle 0\leqslant i\leqslant n-1}, la porte contrôle-{\displaystyle U^{2^{i}}} est implémentée en appliquant la porte contrôle-{\displaystyle U} {\displaystyle 2^{i}} fois. De fait, en notant {\displaystyle T_{U}} le temps nécessaire pour implémenter la porte contrôle-{\displaystyle U}, la complexité de l'algorithme est en {\displaystyle O\left(T_{U}\,2^{n}\right)}.
Si l'on souhaite avoir une approximation de {\displaystyle \theta } à {\displaystyle \varepsilon } près, alors il suffit de choisir un nombre {\displaystyle n=\left\lceil \log _{2}\left({\frac {1}{\varepsilon }}\right)\right\rceil } de qubits, aboutissant à une complexité en {\displaystyle O\left(T_{U}/\varepsilon \right)}.